# Patton Oswalt
Patton Peter Oswalt, född 27 januari 1969 i Portsmouth i Virginia, är en amerikansk ståuppkomiker, skådespelare, manusförfattare och producent. Han fick sitt genombrott i rollen som Spence i den amerikanska situationskomedin Kungen av Queens och Remys röst i den tecknade filmen Råttatouille.

## Biografi
Patton Oswalt föddes i Portsmouth i Virginia där fadern var militär. Därför flyttade han mycket och växte upp i Ohio och i Kalifornien för att återvända till Virginia, men staden Sterling. Han studerade engelska i college och tillhörde studentföreningen Phi Kappa Tau och avslutade studierna 1987.
Han började uppträda som ståuppkomiker i slutet av 1980-talet och skrev för MADtv och fick ett exklusivt uppträdande som ståuppkomiker i en show på HBO. Efter det programmet fick han rollen som Spencer i Kungen av Queens och en liten roll i filmen Magnolia. Förutom rösten som Remy i Råttatouille gjorde han också röster i flera versioner av datorspelet Grand Theft Auto.
År 2012–2013 spelade han rollen som Billy Stanhope, affärspartner och kollega till huvudpersonen Walden Schmidt, i fem avsnitt av TV-serien 2 1/2 män.

## Diskografi
| År   | Titel                    | Bolag             |
| ---- | ------------------------ | ----------------- |
| 2003 | 222 (Live & Uncut)       | Chunklet Magazine |
| 2004 | Feelin' Kinda Patton     | United Musicians  |
| 2007 | Werewolves and Lollipops | Sub Pop           |
| 2009 | My Weakness Is Strong    | Warner Bros.      |

### DVDer
- No Reason to Complain (DVD) (2004)
- My Weakness Is Strong! (DVD) (2009)

## Filmografi (i urval)
- The Weird Al Show
- Lewis Black's Root of All Evil
- History of the Joke
- Kungen av Queens
- Reno 911!
- Tom Goes To The Mayor
- Human Giant
- NewsRadio
- Reaper
- Seinfeld
- VH1's Best Week Ever
- Tough Crowd with Colin Quinn
- The Comedy Central Roast of William Shatner (2006)
- The Comedy Central Roast of Flavor Flav (2007)
- Tim and Eric Awesome Show, Great Job!
- Melbourne International Comedy Festival Great Debate (2008)
- United States of Tara (2009)
- Flight of the Conchords (2009)
- Community (2009)
- Dollhouse (2009)
- Big Fan (2009)
- Iron Chef America
- Caprica
- Bored to Death
- The Sarah Silverman Program
- Neighbors from Hell
- Jon Benjamin Has a Van (2011)
- 2012–2013 – 2 1/2 män (TV-serie)
- 2013 – The Secret Life of Walter Mitty
- 2015 – Battle Creek (TV-serie)
- 2020 – I'll Be Gone in the Dark (TV-serie)
- 2022 – The Sandman (TV-serie)
- 2024 – Ghostbusters: Frozen City
- 2026 – Goat – bäst i världen